# ラーマクリシュナ僧院

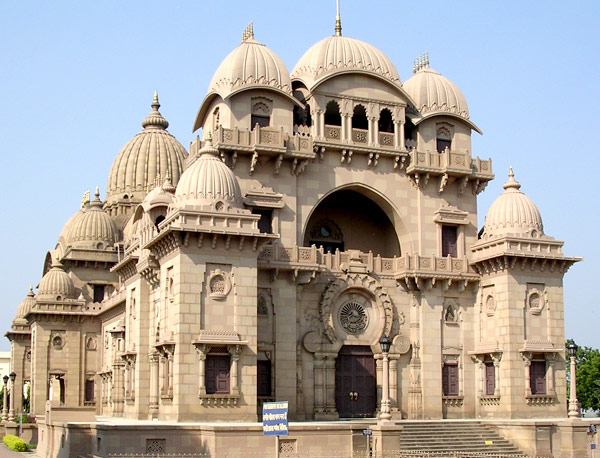
本部ベールール僧院（西ベンガル州）

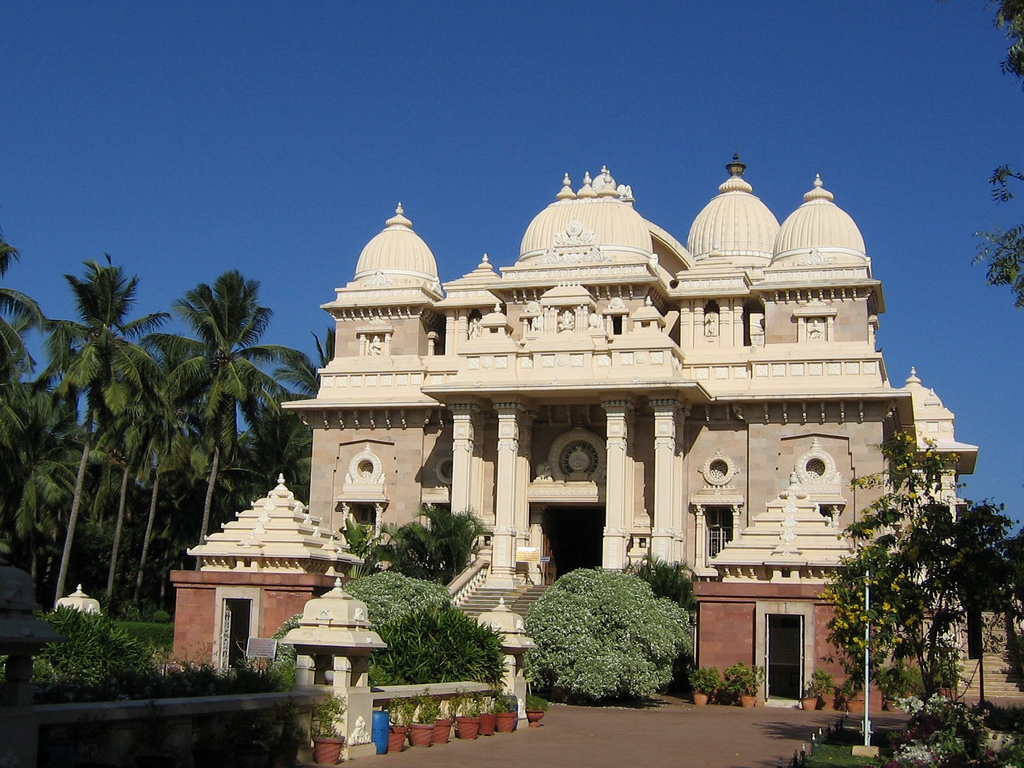
ラーマクリシュナ僧院（チェンナイ）

ラーマクリシュナ僧院（ラーマクリシュナそういん、Ramakrishna Math）は、ヴィヴェーカーナンダによって1901年に設立された、ラーマクリシュナの教えを継承する僧の集団組織である。関連組織であるラーマクリシュナ・ミッションとともにインドの西ベンガル州のベールール僧院に本部を置いている。ラーマクリシュナ僧院は、主に宗教の実践とダルマの伝道を掲げている。

## 男性の僧組織
ラーマクリシュナ僧院は、男性の僧｛サンニャースィー（托鉢僧）とブラフマーチャリヤン（禁欲修行者）｝によって構成されている。1886年に、彼らのグルであるラーマクリシュナが死去した後、グルの1番弟子であるヴィヴェーカーナンダは、若い弟子達のグループを新しい僧の集団として再組織した。バラーナガル僧院と呼ばれるバラーナガルの最初の僧院は、ハウラー地区のベールールに新しく獲得した小区画に、1899年1月に移転した。

## ベールール僧院
ベールール僧院の名でも知られるこの僧院は、全インドと世界に点在する他の様々なブランチの僧院及びラーマクリシュナ・ミッションなどのラーマクリシュナ関連団体全ての僧のための総本山としても使用されている。

## 2つの理想
ここで、若手の僧たちは厳しい訓練を受け、世界に対する奉仕と自己の内なる神への目覚めという2つの理想をインスパイアされる。

## 管理
ラーマクリシュナ僧院は、1901年に管理登録された。僧院の管理は、僧の一員でもある役員（理事）らが組織する委員会によって既定された。当院のブランチの僧院は別法人であり、手続きに関し明確に定められた宗規がある。独立した資金を持つため詳細な帳簿を保管しており、公認会計士による毎年の監査を受けている。現在、57のブランチのセンターをインド及び海外に持つ。

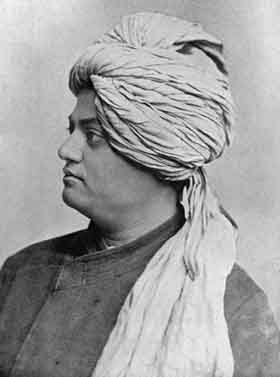
ヴィヴェーカーナンダ
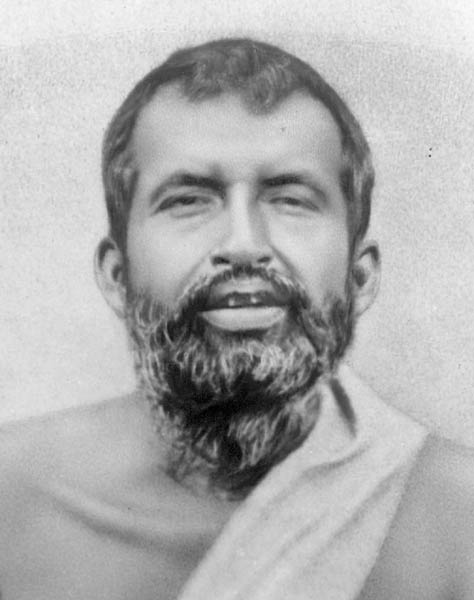
ラーマクリシュナ
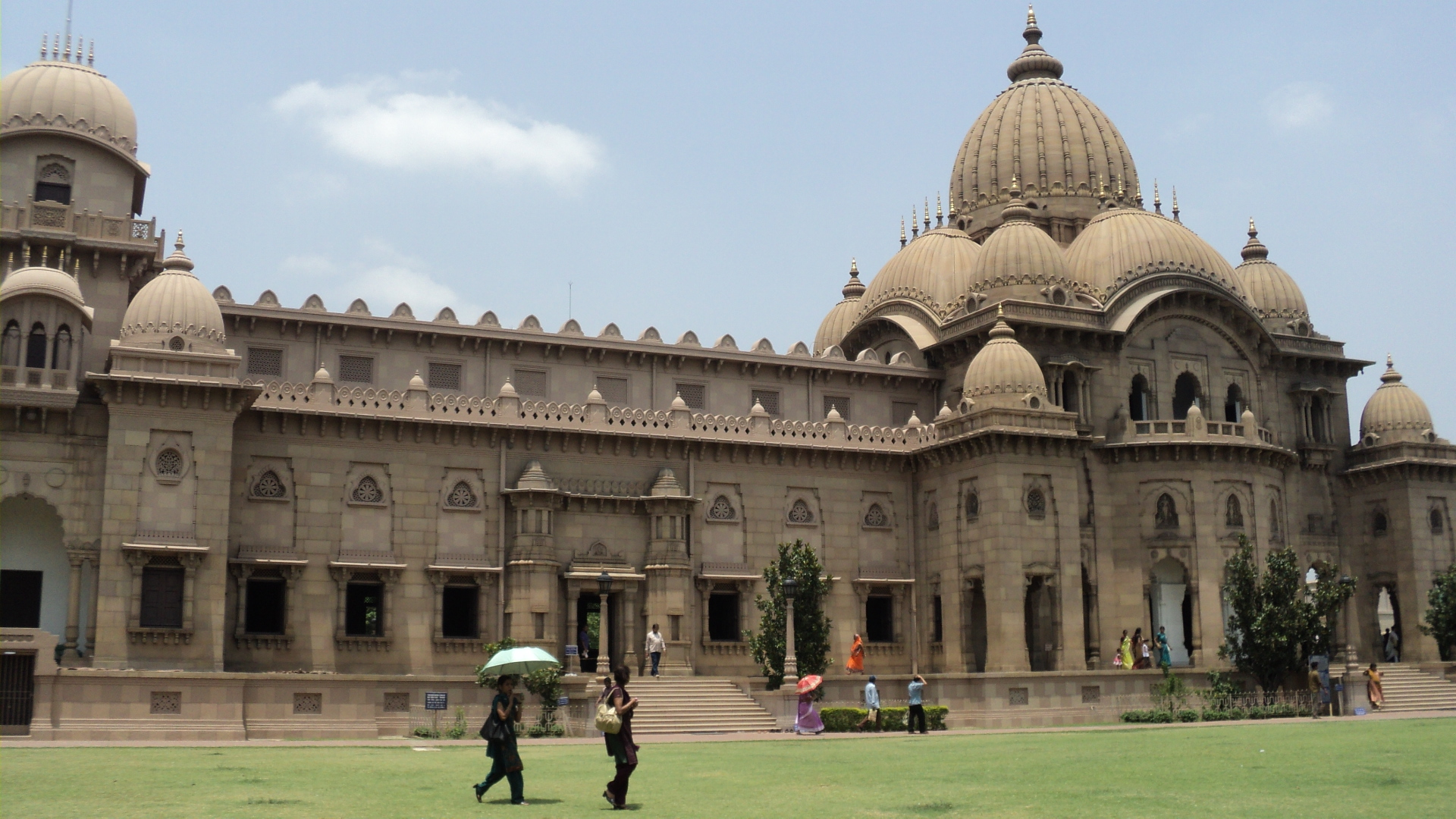
本部ベールール僧院
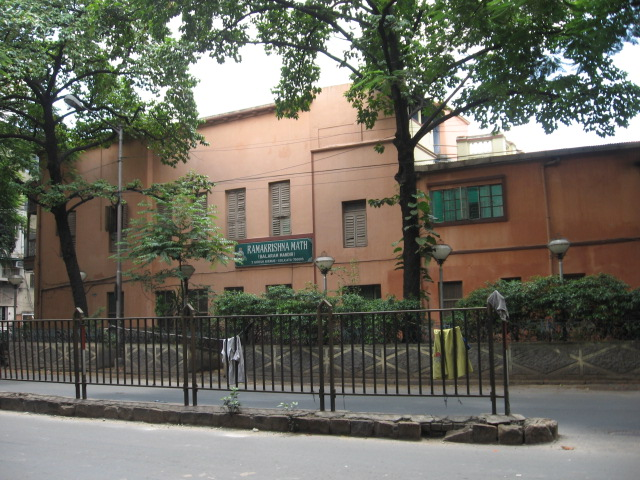
ラーマクリシュナ僧院（コルカタ）
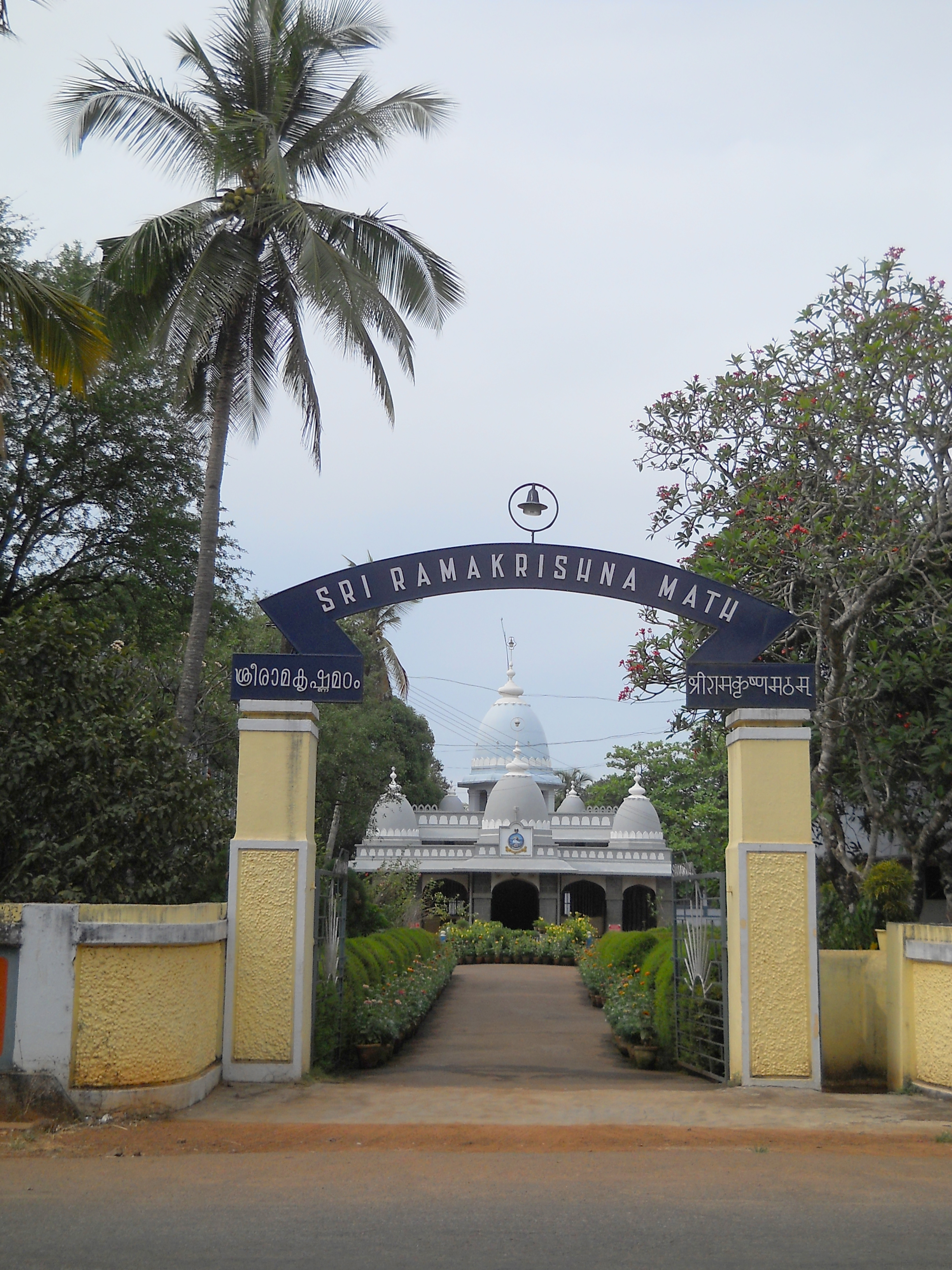
ラーマクリシュナ僧院（プラナトゥカーラ）
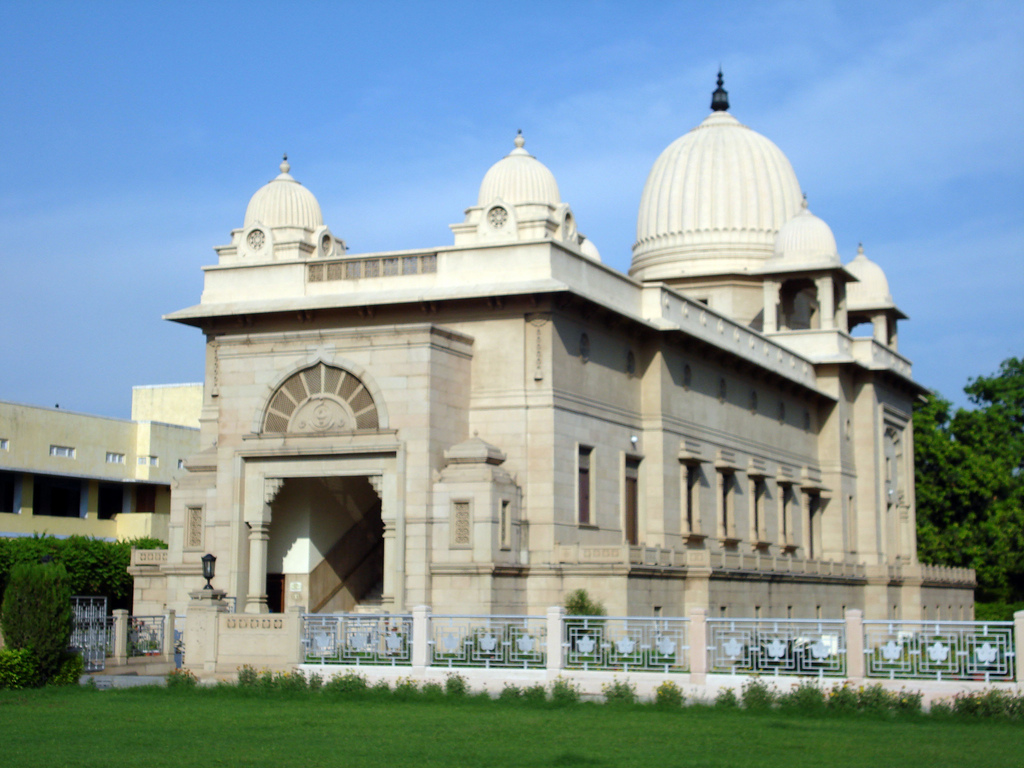
ラーマクリシュナ僧院（デリー）
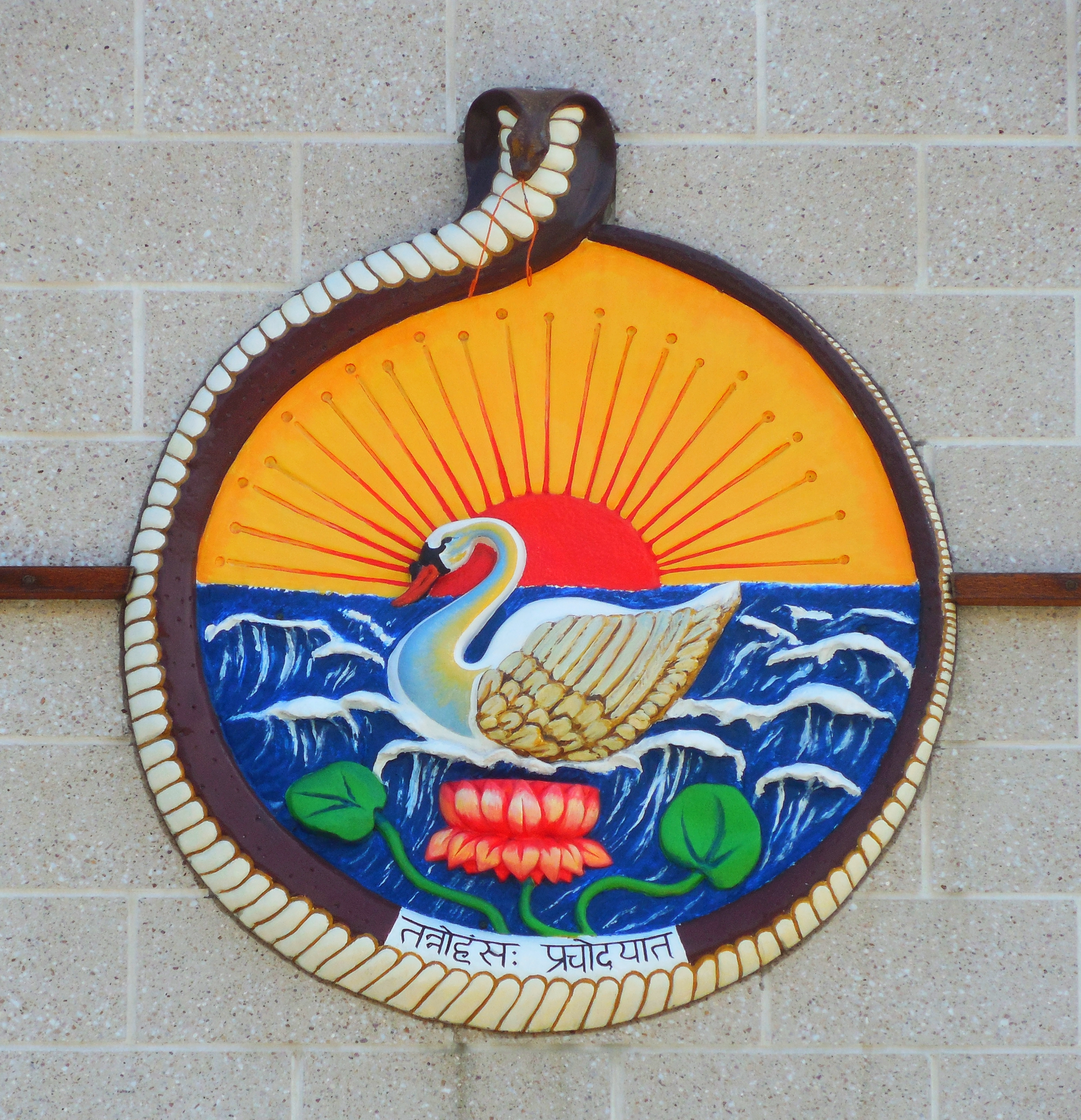
ラーマクリシュナ・ミッションの紋章